# Zaciszsza (rejon oktiabrski)
Zaciszsza (biał. Зацішша; ros. Затишье, Zatiszje; pol. hist. Zacisze) – wieś na Białorusi, w obwodzie homelskim, w rejonie oktiabrskim, w sielsowiecie Oktiabrski, nad Ptyczą.

## Historia
W XIX i w początkach XX w. zaścianek położony w Rosji, w guberni mińskiej, w powiecie bobrujskim, w gminie Rudobiełka (Karpiłówka). Ziemie posiadały tu wówczas następujące rodziny szlacheckie: Nerońscy, Odyńcowie, Pierehudowie, Sarneccy, Sosnowscy, Taraszkiewiczowie i Jasińscy.
Po I wojnie światowej pod administracją polską, w Zarządzie Cywilnym Ziem Wschodnich, w okręgu mińskim, w powiecie bobrujskim. W wyniku traktatu ryskiego znalazło się w granicach Związku Sowieckiego. Od 1991 w niepodległej Białorusi.